# La Famille des collines
La Famille des collines (The Waltons) est une série télévisée américaine en 221 épisodes de 50 minutes, créée par Earl Hamner, Jr. pour Lorimar Productions et diffusée entre le 14 septembre 1972 et le 4 juin 1981 sur le réseau CBS.
En France, la série a été diffusée à partir du 7 avril 1991 dans l'émission Dimanche à la maison sur La Cinq. Cette série est aussi diffusée au Québec sur la chaîne Historia depuis la fin du mois d'août 2011.

## Synopsis
La série suit la vie quotidienne, de 1933 à 1946, d'une famille installée dans les montagnes de Virginie.

## Distribution

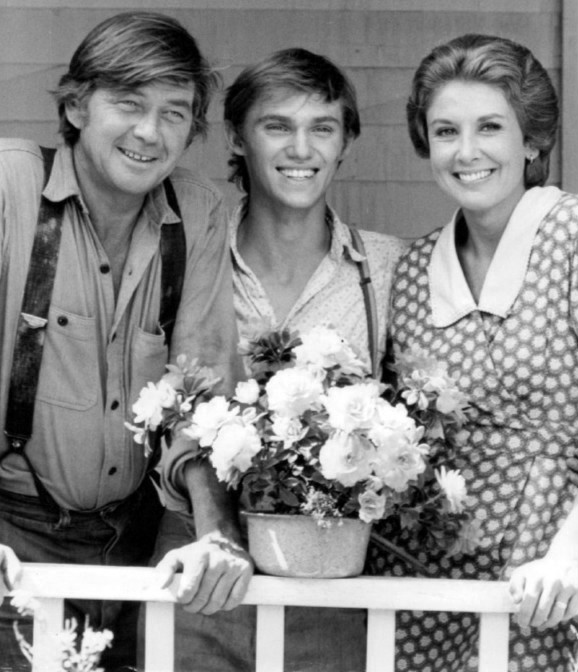
Ralph Waite, Richard Thomas et Michael Learned

- Richard Thomas : John « Boy » Walton (1972-1977)
- Robert Wightman (en) : John « Boy » Walton (1979–1981)
- Ralph Waite : John Walton Senior
- Michael Learned : Olivia « Livie » Walton (1972-1979)
- Ellen Corby : Esther Walton (1972-1979)
- Will Geer : Zebulon Walton
- Judy Norton-Taylor : Mary Ellen Walton Willard
- Jon Walmsley : Jason Walton
- Mary Beth McDonough : Erin Walton
- Eric Scott (VF : Adrien Antoine) : Ben Walton
- David W. Harper : James Robert « Jim Bob » Walton
- Kami Cotler : Elizabeth Walton
- Joe Conley : Ike Godsey
- David Doremus (en) : G.W. Haines (1972-1977)
- Ronnie Claire Edwards : Corabeth Walton Godsey (1974-1981)
- Rachel Longaker : Aimee Godsey (1976 -1979)
- Helen Kleeb : Mamie « Miss Mamie » Baldwin
- Mary Jackson : Emily « Miss Emily » Baldwin
- John Ritter : Révérend Matthew Fordwick (1972-1976)
- Mariclare Costello : Rosemary Hunter-Fordwick  (1972-1977)
- Lynn Hamilton : Verdie Foster
- John Crawford : Shérif Ep Bridges
- Robert Donner : Yancy Tucker (1972-1978)
- Tom Bower : Dr Curtis Willard (1976-1978)

## Épisodes

### Téléfilm (1971)
The Homecoming: A Christmas Story

### Première saison (1972-1973)
Les événements se déroulent en 1933-1934 durant la Grande Dépression des États-Unis.
1. The Foundling
2. The Carnival
3. The Calf
4. The Hunt
5. The Typewriter
6. The Star
7. The Sinner
8. The Boy from the CCC
9. The Ceremony
10. The Legend
11. The Literary Man
12. The Dust Bowl Cousins
13. The Reunion
14. The Minstrel
15. The Actress
16. The Fire
17. The Love Story
18. The Courtship
19. The Gypsies
20. The Deed
21. The Scholar
22. The Bicycle
23. The Townie
24. The Easter Story

### Deuxième saison (1973-1974)
Les événements se déroulent en 1934 durant la Grande Dépression des États-Unis.
1. The Journey
2. The Odyssey
3. The Separation
4. The Theft
5. The Roots
6. The Chicken Thief
7. The Prize
8. The Braggart
9. The Fawn
10. The Thanksgiving Story
11. The Substitute
12. The Bequest
13. The Air Mail Man
14. The Triangle
15. The Awakening
16. The Honeymoon
17. The Heritage
18. The Gift
19. The Cradle
20. The Fulfillment
21. The Ghost Story
22. The Graduation
23. The Five Foot Shelf
24. The Car

### Troisième saison (1974-1975)
Les événements se déroulent en 1934-1935 durant la Grande Dépression des États-Unis.
1. The Conflict
2. The First Day
3. The Thoroughbred
4. The Runaway
5. The Romance
6. The Ring
7. The System
8. The Spoilers
9. The Marathon
10. The Book
11. The Job
12. The Departure
13. The Visitor
14. The Birthday
15. The Lie
16. The Matchmakers
17. The Beguiled
18. The Caretakers
19. The Shivaree
20. The Choice
21. The Statue
22. The Song
23. The Woman
24. The Venture

### Quatrième saison (1975-1976)
Les événements se déroulent en 1935-1936 durant la Grande Dépression des États-Unis.
1. The Sermon
2. The Genius
3. The Fighter
4. The Prophecy
5. The Boondoggle
6. The Breakdown
7. The Wing-Walker
8. The Competition
9. The Emergence
10. The Loss
11. The Abdication
12. The Estrangement
13. The Nurse
14. The Intruders
15. The Search
16. The Secret
17. The Fox
18. The Burnout
19. The Big Brother
20. The Test
21. The Quilting
22. The House
23. The Fledgling
24. The Collision

### Cinquième saison (1976-1977)
Les événements se déroulent en 1937-1938 durant la Grande Dépression des États-Unis.
1. The First Edition
2. The Vigil
3. The Comeback
4. The Baptism
5. The Firestorm
6. The Nightwalker
7. The Wedding: Part 1
8. The Wedding: Part 2
9. The Cloudburst
10. The Great Motorcycle Race
11. The Pony Cart
12. The Best Christmas
13. The Last Mustang
14. The Rebellion
15. The Ferris Wheel
16. The Elopement
17. John's Crossroad
18. The Career Girl
19. The Hero
20. The Inferno
21. The Heartbreaker
22. The Long Night
23. The Hiding Place
24. The Go-Getter
25. The Achievement

### Sixième saison (1977-1978)
Les événements se déroulent en 1939-1941 durant la Grande Dépression des États-Unis et le début des effets de la Seconde Guerre mondiale en Europe.
1. The Hawk
2. The Stray
3. The Recluse
4. The Warrior
5. The Seashore
6. The Volunteer
7. The Grandchild
8. The First Casualty
9. The Battle of Drucilla's Pond
10. The Flight
11. The Children's Carol
12. The Milestone
13. The Celebration
14. The Rumor
15. Spring Fever
16. The Festival
17. The Anniversary
18. The Family Tree
19. The Ordeal
20. The Return
21. The Revelation
22. Grandma Comes Home

### Septième saison (1978-1979)
Les événements se déroulent en 1941-1942 alors que les États-Unis s'impliquent dans la Seconde Guerre mondiale.
1. The Empty Nest
2. The Calling
3. The Moonshiner
4. The Obsession
5. The Changeling
6. The Portrait
7. The Captive
8. The Illusion
9. The Beau
10. Day of Infamy
11. The Yearning
12. The Boosters
13. The Conscience
14. The Obstacle
15. The Parting
16. The Burden
17. The Pin-Up
18. The Attack
19. The Legacy
20. The Outsider
21. The Torch
22. The Tailspin
23. Founder's Day

### Huitième saison (1979-1980)
Les événements se déroulent en 1943-1944 durant la Seconde Guerre mondiale.
1. The Home Front: Part 1
2. The Home Front: Part 2
3. The Kinfolk
4. The Diploma
5. The Innocents
6. The Starlet
7. The Journal
8. The Lost Sheep
9. The Violated
10. The Waiting
11. The Silver Wings
12. The Wager
13. The Spirit
14. The Fastidious Wife
15. The Unthinkable
16. The Idol
17. The Prodigals
18. The Remembrance
19. The Inspiration
20. The Last Straw
21. The Travelling Man
22. The Furlough
23. The Medal
24. The Valediction

### Neuvième saison (1980-1981)
Les événements se déroulent en 1945-1946 après la fin de la Seconde Guerre mondiale.
1. The Outrage: Part 1
2. The Outrage: Part 2
3. The Pledge
4. The Triumph
5. The Premonition
6. The Pursuit
7. The Last Ten Days
8. The Move
9. The Whirlwind
10. The Tempest
11. The Carousel
12. The Hot Rod
13. The Gold Watch
14. The Beginning
15. The Pearls
16. The Victims
17. The Threshold
18. The Indiscretion
19. The Heartache
20. The Lumberjack
21. The Hostage
22. The Revel

## Récompenses
- Emmy Award 1973 : Meilleure série dramatique
- Emmy Award 1973 : Meilleur acteur dans une série dramatique pour Richard Thomas
- Emmy Award 1973 : Meilleure actrice dans une série dramatique pour Michael Learned
- Emmy Award 1973 : Meilleure actrice dans un second rôle dans une série dramatique pour Ellen Corby
- Emmy Award 1973 : Meilleur scénario pour l'épisode The Scholar
- Emmy Award 1974 : Meilleure actrice dans une série dramatique pour Michael Learned
- Emmy Award 1974 : Meilleur scénario pour l'épisode The Thanksgiving Story
- Golden Globe Award 1974 : Meilleure série dramatique
- Golden Globe Award 1974 : Meilleure actrice dans un second rôle dans une série dramatique pour Ellen Corby
- Emmy Award 1975 : Meilleur acteur dans un second rôle dans une série dramatique pour Will Geer
- Emmy Award 1975 : Meilleure actrice dans un second rôle dans une série dramatique pour Ellen Corby
- Emmy Award 1976 : Meilleure actrice dans une série dramatique pour Michael Learned
- Emmy Award 1976 : Meilleure actrice dans un second rôle dans une série dramatique pour Ellen Corby
- Emmy Award 1977 : Meilleure actrice pour une apparition dans l'épisode The Pony Cart pour Beulah Bondi